# Lowbudgetfilm
Een lowbudgetfilm is een goedkoop geproduceerde speelfilm. Dit type film wordt vaak gemaakt door jonge debuterende filmmakers, die niet door een filmstudio worden ondersteund.
Een lowbudgetfilm is niet hetzelfde als een B-film; met de laatste werd oorspronkelijk (tot de jaren 50) een goedkope productie van een filmstudio bedoeld en later een goedkope exploitatiefilm, meestal in het sciencefiction- of horrorgenre. De lowbudgetfilm wordt door sommigen wel gezien als een subgenre van de onafhankelijke film.

## Voorbeelden
Een bekende lowbudgetfilm in het actiefilmgenre is El Mariachi van Robert Rodriguez, die in 1992 voor 7000 Amerikaanse dollar werd gemaakt. Overigens werd er later wel nog een groot bedrag aan promotie- en post-productiekosten gespendeerd. Ook de horrorfilm The Blair Witch Project uit 1999 had een zeer bescheiden budget: ongeveer 25.000 dollar. Dankzij een slimme promotiecampagne, er werden verhalen over de Blair Witch over usenet verspreid, is deze film met een opbrengst van ongeveer 250 miljoen dollar een van de meest succesvolle lowbudgetfilms aller tijden. Een ander voorbeeld is de komische film Clerks, een zwart-witfilm van Kevin Smith uit 1994, die minder dan 30.000 dollar kostte en voor Smith het begin van een succesvolle filmcarrière betekende.
Andere succesvolle lowbudgetfilms zijn onder andere: Night of the Living Dead (1968), The Texas Chain Saw Massacre (1974), Monty Python and the Holy Grail (1975), Halloween (1978), Mad Max (1979), The Evil Dead (1981), Bad Taste (1987), Cube (1997) en Open Water (2003).
Pornofilms worden meestal niet tot het lowbudgetgenre gerekend. Toch is de film Deep Throat uit 1972 hier wel een vermelding waard: deze kostte minder dan 25.000 dollar en bracht meer dan 100 miljoen op (sommige bronnen spreken zelfs van 600 miljoen).